# Tour de Ski 2024/2025
Tour de Ski 2024/2025 – dziewiętnasta edycja imprezy w biegach narciarskich, która odbyła się w dniach 28 grudnia 2024 – 5 stycznia 2025 na terytorium Włoch (Toblach i Val di Fiemme). Zawody zaliczane są do klasyfikacji generalnej Pucharu Świata.
Obrońcami tytułów z poprzedniej edycji byli Norweg Harald Østberg Amundsen wśród mężczyzn oraz Amerykanka Jessie Diggins wśród kobiet.
Tour de Ski w sezonie 2024/2025 wygrali Norweżka Therese Johaug  wśród kobiet oraz Norweg Johannes Høsflot Klæbo wśród mężczyzn.

## Program zawodów
| Dzień      | Miejsce       | Konkurencja                                   |
| ---------- | ------------- | --------------------------------------------- |
| 28 grudnia | Toblach       | Sprint kobiet s. dowolnym                     |
| 28 grudnia | Toblach       | Sprint mężczyzn s. dowolnym                   |
| 29 grudnia | Toblach       | 15 km kobiet s. klasycznym (start masowy)     |
| 29 grudnia | Toblach       | 15 km mężczyzn s. klasycznym (start masowy)   |
| 31 grudnia | Toblach       | 20 km kobiet s. dowolnym                      |
| 31 grudnia | Toblach       | 20 km mężczyzn s. dowolnym                    |
| 1 stycznia | Toblach       | 15 km kobiet s. klasycznym (bieg pościgowy)   |
| 1 stycznia | Toblach       | 15 km mężczyzn s. klasycznym (bieg pościgowy) |
| 3 stycznia | Val di Fiemme | Sprint kobiet s. klasycznym                   |
| 3 stycznia | Val di Fiemme | Sprint mężczyzn s. klasycznym                 |
| 4 stycznia | Val di Fiemme | 20 km kobiet (bieg łączony)                   |
| 4 stycznia | Val di Fiemme | 20 km mężczyzn (bieg łączony)                 |
| 5 stycznia | Val di Fiemme | 10 km kobiet s. dowolnym (start masowy)       |
| 5 stycznia | Val di Fiemme | 10 km mężczyzn s. dowolnym (start masowy)     |

## Czołówki zawodów

### Kobiety
| Lp. | Data            | Miejscowość   | Dystans                              | 1. miejsce        | 2. miejsce        | 3. miejsce        |
| --- | --------------- | ------------- | ------------------------------------ | ----------------- | ----------------- | ----------------- |
| 1.  | 28 grudnia 2024 | Toblach       | Sprint s. dowolnym                   | Jessie Diggins    | Jasmi Joensuu     | Nadine Fähndrich  |
| 2.  | 29 grudnia 2024 | Toblach       | 15 km s. klasycznym (start masowy)   | Jessie Diggins    | Kerttu Niskanen   | Astrid Øyre Slind |
| 3.  | 31 grudnia 2024 | Toblach       | 20 km s. dowolnym                    | Astrid Øyre Slind | Therese Johaug    | Kerttu Niskanen   |
| 4.  | 1 stycznia 2025 | Toblach       | 15 km s. klasycznym (bieg pościgowy) | Astrid Øyre Slind | Therese Johaug    | Kerttu Niskanen   |
| 5.  | 3 stycznia 2025 | Val di Fiemme | Sprint s. klasycznym                 | Nadine Fähndrich  | Linn Svahn        | Heidi Weng        |
| 6,  | 4 stycznia 2025 | Val di Fiemme | 20 km (bieg łączony)                 | Therese Johaug    | Teresa Stadlober  | Astrid Øyre Slind |
| 7.  | 5 stycznia 2025 | Val di Fiemme | 10 km s. dowolnym (start masowy)     | Therese Johaug    | Astrid Øyre Slind | Heidi Weng        |

### Mężczyźni
| Lp. | Data            | Miejscowość   | Dystans                              | 1. miejsce              | 2. miejsce           | 3. miejsce             |
| --- | --------------- | ------------- | ------------------------------------ | ----------------------- | -------------------- | ---------------------- |
| 1.  | 28 grudnia 2024 | Toblach       | Sprint s. dowolnym                   | Johannes Høsflot Klæbo  | Lucas Chanavat       | Janik Riebli           |
| 2.  | 29 grudnia 2024 | Toblach       | 15 km s. klasycznym (start masowy)   | Johannes Høsflot Klæbo  | Erik Valnes          | Håvard Moseby          |
| 3.  | 31 grudnia 2024 | Toblach       | 20 km s. dowolnym                    | Harald Østberg Amundsen | Simen Hegstad Krüger | Andrew Musgrave        |
| 4.  | 1 stycznia 2025 | Toblach       | 15 km s. klasycznym (bieg pościgowy) | Harald Østberg Amundsen | Edvin Anger          | Johannes Høsflot Klæbo |
| 5.  | 3 stycznia 2025 | Val di Fiemme | Sprint s. klasycznym                 | Johannes Høsflot Klæbo  | Even Northug         | Marcus Grate           |
| 6.  | 4 stycznia 2025 | Val di Fiemme | 20 km (bieg łączony)                 | Johannes Høsflot Klæbo  | Federico Pellegrino  | Jan Thomas Jenssen     |
| 7.  | 5 stycznia 2025 | Val di Fiemme | 10 km s. dowolnym (start masowy)     | Simen Hegstad Krüger    | Mika Vermeulen       | Friedrich Moch         |

## Klasyfikacje końcowe Tour de Ski

### Mężczyźni
Generalna 
| Poz.          | Zawodnik               | Reprezentacja | Czas      |
| ------------- | ---------------------- | ------------- | --------- |
| 1.            | Johannes Høsflot Klæbo | Norwegia      | 3:24:17,3 |
| 2.            | Mika Vermeulen         | Austria       | +1:23,1   |
| 3.            | Hugo Lapalus           | Francja       | +1:43,7   |
| 4.            | Federico Pellegrino    | Włochy        | +2:13,3   |
| 5.            | Håvard Moseby          | Norwegia      | +2:27,2   |
| 6.            | Friedrich Moch         | Niemcy        | +2:33,0   |
| 7.            | Erik Valnes            | Norwegia      | +2:49.2   |
| 8.            | Mathis Desloges        | Francja       | +2:54,0   |
| 9.            | Edvin Anger            | Szwecja       | +2:57,6   |
| 10.           | Jan Thomas Jenssen     | Norwegia      | +3:07,5   |
| ...           |                        |               |           |
| 33.           | Dominik Bury           | Polska        | +9:01,6   |
| 49.           | Kamil Bury             | Polska        | +18:08,3  |
| Na podstawie: |                        |               |           |

Sprinterska
| Poz.          | Zawodnik               | Reprezentacja | Punkty |
| ------------- | ---------------------- | ------------- | ------ |
| 1.            | Johannes Høsflot Klæbo | Norwegia      | 94     |
| 2.            | Edvin Anger            | Szwecja       | 48     |
| 3.            | Janik Riebli           | Szwajcaria    | 45     |
| 4.            | Federico Pellegrino    | Włochy        | 41     |
| 5.            | Erik Valnes            | Norwegia      | 34     |
| Na podstawie: |                        |               |        |

Górska
| Poz.          | Zawodnik             | Reprezentacja   | Punkty |
| ------------- | -------------------- | --------------- | ------ |
| 1.            | Hugo Lapalus         | Francja         | 69     |
| 2.            | Simen Hegstad Krüger | Norwegia        | 65     |
| 3.            | Mika Vermeulen       | Austria         | 64     |
| 4.            | Friedrich Moch       | Niemcy          | 39     |
| 5.            | Andrew Musgrave      | Wielka Brytania | 26     |
| Na podstawie: |                      |                 |        |

### Kobiety
Generalna 
| Poz.          | Zawodniczka              | Reprezentacja     | Czas      |
| ------------- | ------------------------ | ----------------- | --------- |
| 1.            | Therese Johaug           | Norwegia          | 3:46:59,0 |
| 2.            | Astrid Øyre Slind        | Norwegia          | +47,5     |
| 3.            | Jessica Diggins          | Stany Zjednoczone | +2:41,7   |
| 4.            | Kerttu Niskanen          | Finlandia         | +3:21,9   |
| 5.            | Heidi Weng               | Norwegia          | +4:07,0   |
| 6.            | Ebba Andersson           | Szwecja           | +4:56,4   |
| 7.            | Teresa Stadlober         | Austria           | +5:03,0   |
| 8.            | Victoria Carl            | Niemcy            | +7:02,0   |
| 9.            | Krista Pärmäkoski        | Finlandia         | +7:03,9   |
| 10.           | Kristin Austgulen Fosnæs | Norwegia          | +7:19,8   |
| Na podstawie: |                          |                   |           |

Sprinterska
| Poz.          | Zawodniczka      | Reprezentacja     | Punkty |
| ------------- | ---------------- | ----------------- | ------ |
| 1.            | Nadine Fähndrich | Szwajcaria        | 80     |
| 2.            | Jasmi Joensuu    | Finlandia         | 62     |
| 3.            | Jessica Diggins  | Stany Zjednoczone | 51     |
| 4.            | Heidi Weng       | Norwegia          | 41     |
| 5.            | Therese Johaug   | Norwegia          | 39     |
| Na podstawie: |                  |                   |        |

Górska
| Poz.          | Zawodniczka       | Reprezentacja | Punkty |
| ------------- | ----------------- | ------------- | ------ |
| 1.            | Therese Johaug    | Norwegia      | 114    |
| 2.            | Astrid Øyre Slind | Norwegia      | 66     |
| 3.            | Kerttu Niskanen   | Finlandia     | 46     |
| 4.            | Heidi Weng        | Norwegia      | 42     |
| 5.            | Ebba Andersson    | Szwecja       | 42     |
| Na podstawie: |                   |               |        |